# 函館大谷高等学校
函館大谷高等学校（はこだておおたにこうとうがっこう、Hakodate Ohtani High school）は、北海道函館市鍛治1-2-3にある私立高等学校である。学校法人函館大谷学園が運営している。全日制普通科。

## 沿革
- 1888年 - 六和譲寺院共立六和女学校として開校。
- 1901年 - 函館大谷女学校に改称。
- 1923年 - 函館大谷高等女学校に改称。
- 1948年 - 学制改革により函館大谷高等学校となる。
- 1967年 - 高等学校男子部を開設。
- 1984年 - 男子部・女子部を統合し、男女共学となる。

## 著名な出身者

### スポーツ選手
- 中山俊之 - 元プロ野球選手・読売ジャイアンツ
- 俵信之 - 元競輪選手・1987年の世界選手権自転車競技大会優勝者
- 大森慶一 - 競輪選手・2001年のアジア自転車競技選手権大会優勝者
- 成田可菜絵 - 女子競輪選手
- 神戸暖稀羽 - 女子競輪選手

### その他
- JIRO - ミュージシャン・GLAY[要出典]
- 菊川君子 - 元衆議院議員